# Erwin Blask
Erwin Blask (ur. 20 marca 1910 w Gajrowskich, zm. 6 lutego 1999 we Frankfurcie nad Menem) – niemiecki lekkoatleta, młociarz, szwagier sprintera Harry'ego Voigta.
Na Igrzyskach Olimpijskich w Berlinie w 1936 zdobył srebrny medal. Do jego osiągnięć należy również tytuł wicemistrza Europy (Paryż 1938). Trzykrotnie był mistrzem Niemiec (1935, 1939, 1940), sześć razy ustanawiał rekord kraju w rzucie młotem.
Swój rekord życiowy (59,00 m) ustanowił 27 sierpnia 1938 roku w Sztokholmie. Rezultat ten pozostawał rekordem świata przez prawie 10 lat.